# کنتن لافارگ
کنتن لافارگ (انگلیسی: Quentin Lafargue؛ زادهٔ ۱۷ نوامبر ۱۹۹۰) دوچرخه‌سوار اهل فرانسه است.
وی در مسابقات کشوری و بین‌المللی در مجموع برندهٔ ۲ مدال طلا، ۱ مدال نقره، ۶ مدال برنز شده‌است.